# Paphiopedilum callosum
Paphiopedilum callosum é uma espécie de orquídea (Orchidaceae) do Sudeste Asiático. Há uma variedade da Península da Malásia, denominada sublaeve ou warnerianum, qua alguns taxonomistas preferem classificar como espécie autônoma.